# Superman vs. the Amazing Spider-Man
Superman vs. the Amazing Spider-Man: The Battle of the Century! (рус. Супермен против удивительного Человека-паука: Битва века!) — кроссовер-комикс, совместно опубликованный издательствами DC Comics и Marvel Comics в 1976 году. Комикс был написан Джерри Конвеем, основным художником выступил Эндрю Росс. Нил Адамс выполнял отдельные перерисовки изображений Супермена, а Джон Ромита-старший исправлял лица персонажей Marvel.
Комикс стал первым кроссовером, в котором одновременно появились и персонажи DC, и Marvel. Примечательно, что в самом комиксе не было дано объяснений тому, как смогли встретиться персонажи, принадлежащие к разным вымышленным вселенным.

## История публикации
В начале 1970-х по совету литературного агента Девида Обста DC и Marvel решили выпустить комикс, в котором присутствовали бы персонажи из серий комиксов о Супермене и Человеке-пауке. Кроссовер, озаглавленный Superman vs. the Amazing Spider-Man: The Battle of the Century, был выпущен в 1976 году. Сценаристом был Герри Конвей, а художником — Росс Эндрю. Оба до этого уже работали над комиксами о Супермене и Человеке-пауке. Комикс редактировался Солом Харрисоном, Стэном Ли, Кармином Инфантино, Марвом Вульфманом, Леном Уэйном, Роем Томасом и другими. Некоторые изображения Супермена были перерисованы Нилом Адамсом.

## Сюжет
Находясь в тюрьме, Лекс Лютор и Доктор Осьминог решают объединить усилия, чтобы захватить мир и уничтожить их главных врагов — Супермена и Человека-паука. После этого злодеям удаётся сбежать.
На конференции в Нью-Йорке Питер Паркер спасает жизнь Лоис Лейн, пришедшей вместе с Кларком Кентом, после чего представляет её Мэри Джейн Уотсон. На конференцию прибывает Лекс Лютор в обличии Супермена и использует свой телепортационный луч, который перемещает Лоис и Мэри в неизвестное место. Лекс улетает, а Питер и Кларк надевают свои костюмы и отправляются вслед за ним.
Супермен ошибочно винит Человека-паука в похищении Лоис и Мэри Джейн, что в свою очередь злит Человека-паука. Между двумя супергероями начинается драка. В это время Лекс Лютор стреляет из радиационного ружья, из-за чего Супермен теряет часть своих сил. Человеку-пауку удаётся нанести несколько ударов Супермену, но через некоторое время радиационный эффект падает, и Супермен вновь становится неуязвимым. В этот момент  Человек-паук останавливает драку и говорит, что здесь что-то не так.
Выслушав друг друга, супергерои понимают, что были введены в заблуждение. Они жмут друг другу руки и соглашаются объединиться в борьбе против того, кто похитил девушек и заставил их драться между собой.
Супергероям удаётся победить Доктора Осьминога и Лекса Лютора, после чего Кларк и Лоис идут на двойное свидание с Питером и Мэри.